# 飛虎之潛行極戰
《飛虎之潛行極戰》（英語：Flying Tiger；前名《飛虎極戰》），邵氏兄弟國際影業有限公司合電視廣播有限公司及優酷共同合作拍攝製作的時裝警匪劇集，也是邵氏兄弟《飛虎系列》的第一輯；由苗僑偉、黃宗澤、吳卓羲、張兆輝、王敏德及吳岱融領銜主演，並由梁烈唯、王敏奕、黃智雯、陳凱琳、高海寧、伍詠薇、龔慈恩、陳山聰、黃子恆、鄭雪兒、何佩瑜、吳思佳及劉美娟聯合主演。由許志敏總監製，樂易玲及李惠民監製。本劇第一男主角苗僑偉同時兼任製作策劃。
雖然本劇名包含「飛虎」及「潛行」字眼，並以特別任務連和警察與臥底作題材，但實際上與無綫電視之前拍攝的《飛虎》系列及《潛行狙擊》毫無關連。

## 故事大綱
年輕時代，高逸泰（吳岱融飾）接受警隊委派混入黑幫做臥底，黑幫頭目的女兒盧曼娜（伍詠薇飾）對他一見傾心。逸泰早已訂情於單純的李英蘭（龔慈恩飾），但為了早日破案，他假意搭上曼娜，從此在幫派中扶搖直上。最終在一次黑幫廝殺中，逸泰除去曼娜的黑幫世家，曼娜生死不明。好兄弟聶宇航（苗僑偉飾）知道逸泰和曼娜的私情，以及二人的初生兒子高家朗（黃宗澤飾）。逸泰將家朗帶回家，英蘭亦為逸泰誕下一子高家俊（吳卓羲飾）。家朗血統中的原罪令他未能在父愛下成長，但家俊同樣沒有得到逸泰的溺愛，反而吃盡苦頭。兩個同父異母的兄弟，在成長過程中積累不少矛盾，並不約而同跟宇航發展出亦師亦父的緊密關係
在一個盛大的升職典禮上，官至高級警司的逸泰正歡天喜地迎接這個光榮時刻，卻未知已步入一個計劃了三十年的復仇大計中……

## 播出時間
| 频道                      | 所在地   | 播映日期       | 播出时间                                                 | 备注                                       |
| ------------------------- | -------- | -------------- | -------------------------------------------------------- | ------------------------------------------ |
| myTV SUPER                | 香港     | 2018年4月6日起 | 每周一至五20:00                                          | 逢星期一至五上架5集 （首兩集於4月6日上架） |
| 優酷                      | 中国大陆 | 2018年4月6日起 | 每周五20:00                                              | 優酷會員一連十二集                         |
| 翡翠台                    | 香港     | 2018年5月14日  | 星期一至五21:30－22:30                                   |                                            |
| SCTV9                     | 越南     | 2018年5月14日  | 星期一至五20:00－21:00                                   |                                            |
| myTV SUPER 翡翠台         | 澳門     | 2018年5月14日  | 星期一至五21:30－22:30                                   |                                            |
| Astro AOD                 | 马来西亚 | 2018年5月14日  | 星期一至五 21:30 - 22:15                                 |                                            |
| HUB戏剧首选               | 新加坡   | 2018年5月14日  | 星期一至五 21:30 - 22:15                                 |                                            |
| 正在创建                  |          | 2018年5月15日  | 星期二至六 21:30 - 22:30                                 |                                            |
| HUB戏剧首选               | 新加坡   | 2018年7月9日   | 星期一至四 22:30－00:15 時段                             |                                            |
| 無綫翡翠台                | 香港     | 2019年4月15日  | 香港時區 星期一至五 20:30 - 21:30                        |                                            |
| Astro華麗台 Astro華麗台HD | 马来西亚 | 2018年8月7日   | 星期一至五 21:30 - 22:15時段                             |                                            |
| 八度空间                  | 马来西亚 | 2020年3月8日   | TVB之最 星期六至日 19:00 - 20:00, 10月10日 19:05 - 20:02 |                                            |
| 泰國第3電視台             | 泰國     | 2020年10月28日 | 每晚星期一-星期五下午3:40和星期六-星期日下午2:45         |                                            |

## 演員表

### 香港警務處

#### 特別任務連（SDU）
| 演員                 | 角色   | 暱稱／關係 |
| 王敏德               | 戴德敬 | 戴Sir、阿敬，高級警司，教官，直升機機師，參見戴家 |
| 馬德鐘（已辭演本劇） | 雷焯鋒 | 雷神、雷sir、阿鋒，總督察，後為警司，黃榮賢之好友，黃威廉之契爺，高家朗、戴以菲之上司，張慧珊之心理病人，於第14集起為其男友，於第19集起為其未婚夫，於第19集遭高家朗槍擊重傷，後康復               |
| 張兆輝               | 雷焯鋒 | 雷神、雷sir、阿鋒，總督察，後為警司，黃榮賢之好友，黃威廉之契爺，高家朗、戴以菲之上司，張慧珊之心理病人，於第14集起為其男友，於第19集起為其未婚夫，於第19集遭高家朗槍擊重傷，後康復               |
| 林峯（已辭演本劇）   | 高家朗 | 阿朗、朗哥、高Sir、黑面神（飛虎隊新隊員專稱），警長，後為總督察／指揮官，雷焯鋒之下屬，於第18集潛入聯運和U384當臥底，於第26集被揭露身份，於第28集回歸警隊，于第30集与高家俊联手击毙红狼，參見高家 |
| 黃宗澤               | 高家朗 | 阿朗、朗哥、高Sir、黑面神（飛虎隊新隊員專稱），警長，後為總督察／指揮官，雷焯鋒之下屬，於第18集潛入聯運和U384當臥底，於第26集被揭露身份，於第28集回歸警隊，于第30集与高家俊联手击毙红狼，參見高家 |
| 王敏奕               | 戴以菲 | 阿菲、飛虎女神，警長，副隊長，雷焯鋒之下屬，于第30集与高家朗结婚，見戴家 |
| 謝東閔               | 區志海 | 卡比仔，警長，雷焯鋒之下屬 |
| 郭子豪               | 白豪天 | 豪犬，警長，雷焯鋒之下屬 |
| 趙勁皓               | 吳柏威 | 火威，警長，雷焯鋒之下屬，於第30集拘捕紅狼時受槍傷，後康復 |
| 黃文迪               | 尤允浩 | Yo佬，警長，雷焯鋒之下屬 |
| 林景程               | 石偉倫 | 爛口渣，警長，雷焯鋒之下屬 |
| 伍禮騫               | 李國龍 | 蛇王，警長，雷焯鋒之下屬 |
| 姚偉濤               | 葉梓軒 | 飛天鼠，警長，雷焯鋒之下屬 |
| 王哲夫               | 龔浩然 | 土地公，警長，雷焯鋒之下屬 |
| 梁裕恒               | 張可程 | 阿龍，警長，雷焯鋒之下屬 |
| 謝可逸               | 洪仁豹 | 阿豹，警長，雷焯鋒之下屬，于第9集被郭勤風枪杀 |
| 莫凱崴               | -      | 阿虎，警長，雷焯鋒之下屬 |
| 吳卓衡               | -      | 美人傑，警長，雷焯鋒之下屬 |

#### 有組織罪案及三合會調查科（OCTB）
| 演員   | 角色   | 暱稱／關係 |
| 林偉   | 韓哲琛 | 韓Sir，總警司，誤會聶宇航開槍擊中其妻而受重傷，於第12集得悉事件真相 |
| 吳岱融 | 高逸泰 | 高Sir、阿泰，高級警司，韓哲琛之下屬，聶宇航之上司及好友，後反目，最後和好，於第4集槍殺林梓堯，並謊稱為自衛槍殺，後被識破，於第7集被盧國斌和郭勤風要挾與U384合作，於第8集與郭勤風使計诬陷聶宇航與恐怖分子勾結而被令其通緝，於第12集被盧曼娜槍傷腿部，後被捕，參見高家 |
| 苗僑偉 | 聶宇航 | 聶Sir，警司，後為高级警司，於結局篇再被警務處處長提名並晉升為總警司，前飛虎隊指揮官，前中央情報局探員，高逸泰之下屬兼好友，後反目，最後和好，高家俊之上司兼師父，霍惠芸之上司，曾到蘇格蘭場接受反恐訓練，於第8集被郭勤風及高逸泰使計诬陷與恐怖分子勾結而被通緝，於第13集復職，於第22-23集為幫助高家朗脫離嫌疑而計劃令郭勤風看見他和雷焯鋒假扮的高家朗見面，却因高家俊帶隊拘捕郭勤風而導致計劃泡湯，於第24集擊斃郭勤風，於第30集與恐怖分子槍戰間患上輕微腦震盪，後康復，參見聶家 |
| 郭政鴻 | 林梓堯 | 林Sir、阿林，總督察，警方内鬼，高逸泰之下屬，於第4集被高逸泰識破內鬼身份，於同集被其槍殺 |
| 吳卓羲 | 高家俊 | 高Sir、阿俊、Mock Ko，高級督察，後為總督察，聶宇航之下屬，霍惠芸、李子毅、何奧巴、陳沅瑩、鄧紫晴、梁君政之上司，於第2集因插手飛虎隊任務而被聶宇航指使交出佩槍轉做文職，後於第3集復職，於第30集與高家朗聯手擊斃紅狼，參見高家 |
| 高海寧 | 霍惠芸 | 芸姐、阿芸，督察，後為高級督察，聶宇航、高家俊之下屬，李子毅、何奧巴、陳沅瑩、鄧紫晴、梁君政之上司，曾到英國接受反恐訓練，於第30集被恐怖分子射傷，後康復 |
| 陳山聰 | 黃榮賢 | 阿賢、笑口狗/狗哥（黑社會時間之稱號），警長／黑社會頭目，實為臥底，余卓耀之手下，聶宇航之下屬兼好友，雷焯鋒之好友，黃威廉之父，于第2集登场，於第3集遭郭勤風剪断氧氣管缺氧致死 |
| 周志文 | 李子毅 | 福摩，警員，高家俊、霍惠芸之下屬，於第21集被凌文洛引爆的沙林毒氣氧氣瓶毒害而昏迷，实为郭勤风幕后造成，其後康復 |
| 陳國峰 | 何奧巴 | 奧巴，警員，高家俊、霍惠芸之下屬，陳沅瑩之男友 |
| 劉溫馨 | 陳沅瑩 | 圓形，警員，高家俊、霍惠芸之下屬，何奧巴之女友，於第21集被凌文洛引爆的沙林毒氣氧瓶毒害而死，实为郭勤风幕后造成 |
| 李天縱 | 鄧紫晴 | 天仙，警員，高家俊、霍惠芸之下屬 |
| 王瑋彤 | 梁君政 | 灰熊，警員，高家俊、霍惠芸之下屬，於第26集被盧國斌手下槍殺 |
| 黎振燁 | 鄭英豪 | 警員，高家俊、霍惠芸之下屬 |

### 聶家
| 演員   | 角色   | 暱稱／關係 |
| 苗僑偉 | 聶宇航 | 聶Sir、阿聶，余慧貞之夫，聶雪盈之父，高家朗之契爺，高家俊之師父，雪兒之好友及舊拍檔，參見有組織罪案及三合會調查科（OCTB）                                                                           |
| 劉美娟 | 余慧貞 | 聶宇航之妻，聶雪盈之母，于第2集登场，於第11集與女兒聶雪盈遭高逸泰及U384脅持以威逼聶宇航與他們合作，於第12集獲救，於第24集被高家朗和盧國斌綁架並遭二人槍擊至重傷，而半身不遂，後到英國治療、逐漸恢復 |
| 吳思佳 | 聶雪盈 | 雪雪，聶宇航、余慧貞之女，暗恋高家朗，于第2集登场，於第11集與母親遭高逸泰及U384脅持以威逼聶宇航與他們合作，於第12集獲救，於第16集前往英國讀書                                                       |

### 高家
| 演員   | 角色   | 暱稱／關係 |
| 楊依依 | 高老太 | 嫲嫲，高逸泰之母，李英蘭之家婆，高家朗之祖母，由其兒時起一直照顧其到長大，與其關係極好，高家俊之祖母，已過世 |
| 吳岱融 | 高逸泰 | 阿泰，高老太之子，李英蘭之夫，高家朗之父，不滿其并利用其，後和好，高家俊之父，盧曼娜之前男友，將高家朗由其母照顧，莊雅璇、戴以菲之家翁，戴德敬之亲家公，參見有組織罪案及三合會調查科（O記） |
| 龔慈恩 | 李英蘭 | 阿蘭，高逸泰之妻，高家俊之母，高家朗之继母，並將其視為親子看待，高老太之媳妇，在其過世後將高家朗接回家照顧，莊雅璇之家婆，戴以菲之繼家婆，戴德敬之继亲家母，被盧曼娜刻意接近及利用，於第25集被盧曼娜與盧國斌綁架，目的為引出高家俊並將其殺死，最終因高家朗及時趕到請求盧曼娜而獲對方放走，於第29集高家俊及高家朗要執行任務為保障其安全將其送到英國旅行，於第30集在二人完全任務後回港            |
| 黃宗澤 | 高家朗 | 阿朗、朗哥，高逸泰之子，並被其針對，盧曼娜之子，與其失散，最後相認，李英蘭之继子，被其視為親子看待，高家俊同父異母之兄，兩人不和，後和好，盧國斌之外甥，后反目，聶宇航之契仔，高老太之孫，從小與其同住並由其照顧及養大，卢曼雄之外孙，黃威廉之契哥，戴以菲之男友，因做卧底而被逼分手，後復合，於第30集成为其夫，性格正直爽朗，好勝愛玩，自尊心強，參見特別任務連（飛虎隊）                      |
| 吳卓羲 | 高家俊 | 阿俊、俊哥，高逸泰、李英蘭之子，高家朗同父異母之弟，兩人不和，後和好，高老太之孙，聶宇航之徒弟，莊雅璇之男友，于第30集成为其夫，与凌文洛有感情線，原本利用其調查聯運及U384，後愛上對方，為人事事力求完美，非常自律，對自己要求很高，從小到大被其父高逸泰灌輸無論做任何事都要贏，令其與兄長及同事之間產生矛盾，最終經張慧珊證實患上躁鬱症，經治療後漸漸康復，參見有組織罪案及三合會調查科（O記） |

### 戴家
| 演員   | 角色   | 暱稱／關係 |
| 王敏德 | 戴德敬 | 戴Sir，戴以菲之父，高家朗之岳父，高逸泰、卢曼娜之亲家公，多年前曾因於開飛機時酒駕，而造成心理陰影，接受心理治療後康復，其妻子在非洲做救援工作                                      |
| 王敏奕 | 戴以菲 | Vivian、阿菲，戴德敬之女，高家朗之女友，後因他做卧底而被逼分手，後復合，于第30集结婚成为其妻，後由高家朗指出其懷孕，高逸泰、盧曼娜之媳婦，李英蘭之繼媳婦，高家俊之嫂，莊雅璇之妯娌 |

### 盧家
| 演員   | 角色   | 暱稱／關係 |
| 廖駿雄 | 盧曼雄 | 前黑社会老大，卢曼娜、卢国斌之父，高逸泰之老大，三十年前被其出卖及杀害                                                                          |
| 伍詠薇 | 盧曼娜 | 娜姐，小販，實為黑社會頭目，盧國斌之姐，高逸泰之前女友，曾被他利用，已反目，高家朗之生母，戴以菲之家婆，於第3集登場，參見聯運、國際犯罪集團U384 |
| 黃子恒 | 盧國斌 | Stone、阿斌，國際犯罪集團U384首腦，盧曼娜之弟，高家朗之舅父，后反目，參見聯運、國際犯罪集團U384                                                 |

### 聯運、國際犯罪集團U384
| 演員   | 角色   | 暱稱／關係 |
| 伍詠薇 | 盧曼娜 | 娜姐，幕後主腦“L”，於聯運及U384之背後勢力，偏袒高家朗，多次因此而與盧國斌爭執，于第12集企图杀死高逸泰，但失败，於第26集被捕後轉為污點證人，於第29集協助警方控制香港股市市場及對付紅狼，於第30集被紅狼槍擊重傷昏迷，後康復 |
| 黃子恒 | 盧國斌 | Stone，首腦“Number 1”，與恐怖分子勾結，盧曼娜之弟，高家朗之舅父，並與他勾結，后反目，郭勤風之大佬，視其為親弟，亞裔美國人，前海豹部隊人員，其編號為U384，於第1集向公眾揭發高逸泰有前妻，于第7集与郭勤风绑架黄威廉，企图用其性命威胁高家俊，但失败，於第28集為救盧曼娜而被迫與紅狼合作，于第30集紅狼為向盧曼娜報復而強迫其身穿上炸彈衣到會場引爆炸彈引開警方注意及欲將其炸死，但在高家朗拯救下成功保住性命，后被捕 |
| 梁烈唯 | 郭勤風 | Kenny，成員“Number 2”，因行動力強，而被視為團隊中之前鋒，亞裔美國人，前海豹部隊人員，擁有超高智商，懂得製作不同類型的炸彈及毒氣瓶等殺人武器，連環殺手，視殺人為樂趣，曾殺死多名臥底警員，盧國斌手下，被其視為親弟，凌文洛之男友，視其為一生中唯一愛過的女人，後因她企圖脫離組織及愛上高家俊而反目，高家俊之情敵，聂宇航之天敌，於第3集殺害黃榮賢，于第5集枪伤余卓耀，间接令其坠楼身亡，于第7集与卢国斌绑架黄威廉，企图用其性命威胁高家俊，但失败并最终将黄威廉炸死，於第8集与高逸泰使計令聶宇航被通緝，于第21集在警暑外引爆沙林毒气弹毒死凌文咯，於第22-23集中聶宇航的計而企圖開槍射殺雷焯鋒假扮的高家朗，但被高家俊及O記發現及拘捕令聶宇航的計劃泡湯，于第24集被聂宇航开枪射杀，角色造型影射 傑克·納皮爾／小丑 |
| 黃宗澤 | 高家朗 | 朗哥，黑社會成員→黑社會頭目→聯運坐館→U384成員，警方臥底，一直遭盧國斌懷疑，滴滴仔之大佬，最終成功勸其改邪歸正，於第18集加入聯運，於第20集遭盧國斌強迫其槍殺雷焯鋒，令雷焯鋒受重傷，最終其治療後康復，於第24集與盧國斌綁架其契妈余慧貞以交換Kenny，在交換人質時其阻止盧國斌殺死余慧貞而為救其被迫將她射傷，最終到外國治療後漸漸康復，於第26集向盧曼娜坦白其真正身份為臥底，最終成功勸說盧曼娜向警方自首，後轉為污點證人 |
| 莊兆麟 | 滴滴仔 | 滴滴仔、阿斗哥，前黑社會成員，後改邪歸正，高家朗臥底聯運時的頭馬，於第30集為保護高家朗而遭盧國斌脅持，最後被飛虎隊救出，其最終在高家朗鼓勵下改過自新並經營旅遊業 |

### 其他部門警員
| 演員   | 角色   | 暱稱／關係                                                 |
| 戴志偉 | 何建誠 | 何Sir，警務處處長，「極戰」行動之策劃人                    |
| 魯振順 | 楊Sir  | 警察，刑事情報科总警司，協助「極戰」行動之主要部門主管之一 |
| 楊證樺 | -      | 警察，刑事情報科警司                                       |
| 吳瑞庭 | -      | 保安局局長                                                 |

### 恐怖分子
| 演員   | 角色           | 暱稱／關係 |
| 朱名愚 | William Jaffer | 綽號「紅狼」，國際恐怖分子首腦，股壇大鱷，曾在歐美地區發動恐襲，失敗後逃往香港企圖發動恐襲，掀起金融風暴，與盧曼娜勾結，後反目，與盧國斌勾結，將與其勾結及協助其辦事之成員簡稱為「狼群」，於第28集登場，於第30集為殺盧曼娜報復，強迫盧國斌穿上炸彈衣於政府總部外引爆炸彈，並藉此將其炸死以及製造混亂聲東擊西，但因高家朗出手相救而令盧國斌能死裡逃生，后企圖殺盧曼娜並槍傷其至重傷昏迷，最后被高家朗和高家俊开枪擊斃 |
| 羅孝勇 | Gi             | 國際恐怖分子，與盧曼娜勾结，后反目，与盧國斌勾結，红狼手下，于第28集登场，于第30集開車追殺戴以菲時，被戴以菲擲手榴彈，車輛撞擊後死亡 |
| 丁子朗 | -              | 紅狼手下（第29-30集） |
| 鄭啟泰 | -              | 殺手，被高家朗击毙（第1集） |

### 其他演員
| 演員                 | 角色   | 暱稱／關係 |
| 黃智雯               | 張慧珊 | 張醫生、Dr. Cheung、阿珊、慧珊、珊姐姐，臨床心理治療師，雷焯鋒之心理治療師，於第14集起為其女友，於第19集起為其未婚妻，黃威廉之心理治療師，於第6集登場 |
| 陳凱琳               | 莊雅璇 | Dr Chong、阿璇，法醫，高家俊之女友，於第30集結婚成為其妻，高逸泰、李英兰之媳妇，高老太之孙媳妇，高家朗之弟妇，戴以菲之妯娌，凌文洛之情敵，後得悉其身世而同情其，在其死後亦經常前往拜祭並將其當成朋友，於第3集登場 |
| 鄭雪兒               | 雪兒   | Michelle，CIA中央情報局：情報組主管，聶宇航之好友及舊拍檔，於第16集登場，於第18集返回美國CIA總部，其後遭紅狼之黨羽追殺，在紅狼被捕後確認其安全 |
| 程小蒙（已辭演本劇） | 凌文洛 | 文洛，間諜，被恐怖分子利用，一直欲脫離組織，郭勤風之女友，對他又愛又恨，最後反目，利用高家俊，其後與他相戀，莊雅璇之情敵，周梓揚之多年好友，兒時跟父母由越南到美國生活，多年前因父母在車禍中突然離世，其受到嚴重打擊期間獲得郭勤風照顧而走出陰霾，更因此而成為其女友，負責聯運之毒品生意，于第14集登场，於第21集在警暑内被郭勤风引爆沙林毒气弹而被毒死 |
| 何佩瑜               | 凌文洛 | 文洛，間諜，被恐怖分子利用，一直欲脫離組織，郭勤風之女友，對他又愛又恨，最後反目，利用高家俊，其後與他相戀，莊雅璇之情敵，周梓揚之多年好友，兒時跟父母由越南到美國生活，多年前因父母在車禍中突然離世，其受到嚴重打擊期間獲得郭勤風照顧而走出陰霾，更因此而成為其女友，負責聯運之毒品生意，于第14集登场，於第21集在警暑内被郭勤风引爆沙林毒气弹而被毒死 |
| 黃焯言               | 黃威廉 | 威廉、廉仔，黃榮賢之子，雷焯鋒之契仔，張慧珊之心理病人，於第7集遭卢国斌及郭勤风绑架，在高家俊企图营救其时被郭勤风炸死 |
| 張振朗（已辭演本劇） | 余卓耀 | 可樂哥，香港黑社會頭目，郭勤風、盧國斌之生意夥伴，於第5集懸在空中時被郭勤風射傷手而墜樓身亡 |
| 張景淳               | 余卓耀 | 可樂哥，香港黑社會頭目，郭勤風、盧國斌之生意夥伴，於第5集懸在空中時被郭勤風射傷手而墜樓身亡 |
| 張啟樂               | 周梓揚 | King、King少，毒販，有吸毒習慣，凌文洛之多年好友，匯城銀行香港區副總裁，于第14集登场，于第15集被郭勤风杀死 |

## 收視
本劇於香港無綫電視翡翠台、myTV SUPER7日跨平台總收視及翡翠台播出前myTV SUPER點播收視之紀錄：
| 週次 | 集數   | 日期                   | 收視率  | 備註 |
| 1    | 1－5   | 2018年5月14日－5月18日 | 26點    | 星期一至五總收視26.2點，首集總收視28.2點 |
| 2    | 6－10  | 2018年5月21日－5月25日 | 25點    | 星期一至五總收視25.4點 |
| 3    | 11－15 | 2018年5月28日－6月1日  | 26點    | 星期一至五總收視28.8點 |
| 4    | 16－20 | 2018年6月4日－6月8日   | 26點    | 星期一至五總收視25.9點 |
| 5    | 21－25 | 2018年6月11日－6月15日 | 26點    | 星期一至五總收視26.0點 |
| 6    | 26－30 | 2018年6月18日－6月22日 | 25點    | 因對撼世界盃，星期一至五平均收視（不含跨平台）如下：，第26集平均收視17點，第27集平均收視17點，第28集平均收視17點，第29集平均收視17點，第30集平均收視18點，星期一至五平均收視（不含跨平台）17.2點，跨平台總收視24.6點 |
| 全劇 | 全劇   | 全劇                   | 25.72點 | |

## 記事
- 2017年5月15日：此劇於10:30在將軍澳環保大道201號邵氏影城3廠舉行開鏡拜神儀式。[5][6]

## 軼事
- 此劇「雷焯鋒」原屬意由馬德鐘飾演，後因接拍攝《跳躍生命線》辭演，改由張兆輝飾演。[7]
- 此劇「余卓耀」原由張振朗飾演，後改由張景淳飾演。[8]
- 此劇「凌文洛」原由程小蒙飾演，後改由何佩瑜飾演。[8]
- 此劇「高家朗」原定由林峯飾演，後因檔期問題辭演，由黃宗澤頂上，但林峯仍有份與歐陽靖合唱此劇主題曲[7]

## 外部連結
- 飛虎之潛行極戰 - myTV SUPER[]
- 飛虎之潛行極戰 新劇解構 - TVBUSA （页面存档备份，存于）
- 《飛虎之潛行極戰》製作特輯．角色簡介的Facebook專頁
- 《飛虎之潛行極戰》主題曲．Reunion（MV）的Facebook專頁
- 《飛虎之潛行極戰》片尾曲．雖然…這個世界（MV）的Facebook專頁
- 豆瓣电影上《飛虎之潛行極戰》的資料 （简体中文）